# 栃木市立栃木第四小学校
栃木市立栃木第四小学校（とちぎしりつ とちぎだいよんしょうがっこう）は、栃木県栃木市城内町にある公立小学校。2018年（平成30年）5月1日現在の生徒数は205人。

## 概要
- 校地面積：17,353 m2[1]
  - 校舎面積：3,512 m2[1]
    - 教室数：普通教室12、特別教室4[1]

  - 屋内運動場面積：630 m2[1]

## 沿革
- 1936年4月1日 - 栃木第四尋常小学校として開校。
- 1941年4月1日 - 栃木第四国民学校に改称。
- 1951年4月1日 - 栃木市立栃木第四小学校に改称。
- 1977年4月1日 - 学区の一部を新設された栃木市立南小学校へ分離。

## 通学区域
栃木地区の南東部に相当する地区が栃木第四小学校の学区となっている。学区域内には栃木市栃木文化会館や栃木図書館などの文化施設や、宇都宮地方裁判所栃木支部、栃木区検察庁などの司法機関が集中する。また、栃木税務署や栃木県庁下都賀庁舎、栃木社会保険事務所、栃木公共職業安定所など行政施設の集積も見られる。
- 栃木市
  - 旭町の一部[2]
  - 本町の一部
  - 神田町
  - 城内町1丁目、2丁目の一部

## 周辺
- 栃木市立栃木南中学校
- 栃木本町郵便局
- 栃木市栃木文化会館
- 栃木市栃木図書館
- 栃木社会保険事務所